# Werner Kohlmeyer
Werner Kohlmeyer (Kaiserslautern, 1924. április 19. – Mainz-Mombach, 1974. március 26.) nyugatnémet válogatott világbajnok német labdarúgó, hátvéd.

## Pályafutása

### Klubcsapatban
1941-ben az 1. FC Kaiserslautern csapatában kezdte a labdarúgást. 1957 és 1959 között az FC 08 Homburg játékosa volt, majd 1959-60-ban az SV Bexbach csapatában fejezte be az aktív labdarúgást.

### A válogatottban
1951 és 1955 között 22 alkalommal szerepelt a nyugatnémet válogatottban. Tagja volt az 1954-es világbajnok csapatnak.

## Sikerei, díjai
NSZK
- Világbajnokság
  - világbajnok: 1954, Svájc
- Nyugatnémet bajnokság
  - bajnok: 1951, 1953

## Magánélete
Visszavonulása után egy ideig portás volt egy újságkiadó cégnél Mainzban. Nehezen viselte, hogy válása után el kellett szakadnia három gyermekétől. Alkoholizmustól szenvedett és szegénységben élt. Szívelégtelenségben hunyt el 49 éves korában.